# Разіне (станція)
Разіне (колишня назва — Романів) — проміжна залізнична станція 5-го класу Козятинської дирекції Південно-Західної залізниці на електрифікованій лінії Козятин — Шепетівка. Розташована в однойменному селі Житомирського району Житомирської області.

## Історія
Станція відкрита 1876 року, як полустанок Романів, який згодом перетворився на станцію. Сучасна назва — з 1933 року.
Станом на 1 вересня 1946 року селище залізничної станції Разіне значилося в підпорядкуванні Романівської сільської ради Дзержинського району Житомирської області. 29 червня 1960 року, відповідно до рішення Житомирського облвиконкому № 683 «Про об'єднання деяких населених пунктів в районах області», селище зал. станції об'єднане з хутором Нова Зірка в один населений пункт — с. Разіне.
У 1964 році станція електрифікована змінним струмом (~25 кВ) в складі лінії Фастів I — Козятин — Здолбунів.

## Пасажирське сполучення
На станції зупиняються приміські електропоїзди сполученням Козятин — Шепетівка.